# زولت كيريكس (لاعب كرة قدم)
زولت كيريكس (بالمجرية: Kerekes Zsolt)‏ هو لاعب كرة قدم مجري، ولد في 11 فبراير 1987 في المجر. لعب مع نابريداك كروشيفاتس.

## وصلات خارجية
- زولت كيريكس على موقع Soccerway.com (الإنجليزية)